# Decreto de Benfeld
El Decreto de Benfeld fue un documento promulgado en 1349 por el emperador Carlos IV del Sacro Imperio Romano Germánico en el que se acusaba a los judíos de ser los culpables de las muertes por la epidemia de la Peste Negra. Con el Decreto se pidió la expulsión de los judíos de las ciudades de imperio.